# Piranha Records
Piranha Records – gegründet als „Piranha Musik“ – ist das Musiklabel des unabhängigen Piranha Musikverlages mit Sitz in Berlin und eine von fünf Abteilungen von Piranha Arts. Die Schallplattenfirma ist international tätig und produziert und veröffentlicht schwerpunktmäßig Musik der Schwarzen, Juden und Sinti und Roma aus dem Spannungsfeld zwischen Tradition, Globalisierung und subkultureller Innovation. Das besondere Augenmerk der Firma liegt auf der Entwicklung und internationalen Einführung neuer Künstler.

## Geschichte
Piranha Musik wurde 1987 kurz vor dem Mauerfall in West-Berlin von der Nachtclub-Besitzerin Brigitte Bieg, dem Ethnologen Christoph Borkowsky und anderen als Teil von Piranha Kultur & Medien gegründet. Erste offizielle Aktivität der Firma war ein Konzert mit Rufus Thomas am 27. Januar 1987 im Metropol am Berliner Nollendorfplatz. Erste Vertragskünstlerin des Labels war die simbabwische Mbira spielerin Stella Chiweshe, erste Veröffentlichung PIR1 „Beat! Apartheid“, ein Sampler zur Unterstützung des Kampfs gegen die Apartheid in Südafrika.
Mit Stand 2017 hält der Piranha Musikverlag über 1.200 Cogyrights. Piranha Records blickt auf über 150 Veröffentlichungen zurück – viele davon im Laufe der Jahre in Zusammenhang mit dem Weltmusik-Festival Heimatklänge entstanden, das Piranha Kultur von 1988 bis 2006 in Berlin veranstaltete.
Piranha Arts
Weitere Abteilungen von Piranha Arts neben Piranha Records sind die internationale World Music Expo WOMEX seit 1994, die internationale Klassikmesse Classical:NEXT und Piranha Consult seit 2012, sowie der Berliner Karneval der Kulturen seit 2016.

## Repertoire
Piranha Records veröffentlicht eine Vielzahl von Genres, darunter Traditional, TradiModern, Klassik, Hip-Hop und Electro. Titel aus dem Katalog von Piranha Musik sind in internationalen Filmen (z. B. The Pledge von Sean Penn, mit Jack Nicholson, 2001) und globalen Werbeanzeigen von IKEA, Guinness und Microsoft zu hören. Piranha-Künstler wurden u. a. mit dem Preis der Deutschen Schallplattenkritik, den BBC World Music Awards und zahlreichen anderen Preisen ausgezeichnet.

## Musiker (Auswahl)
- Alhousseini Anivolla
- Ali Hassan Kuban
- Bantu
- Boban & Marko Markovic Orkestar
- Bonga
- Boris Kovac
- Carte de Séjour
- Chango Spasiuk
- Daniele Sepe
- Darko Rundek
- Dunkelbunt
- Emil Zrihan
- Ethio Stars
- Fanfare Ciocărlia
- Frank London
- Jalilah
- Jovens do Prenda
- Lord Mouse & The Kalypso Katz
- Magnifico
- Mahmoud Fadl
- Maurice el Médioni
- Moluccan Moods Orchestra
- Mzwakhe
- Nasida Ria
- Nikos Papazoglou
- Oliver Mtukutzi
- Orchestra Marrabenta Star de Mocambique
- Robert Soko
- Sabri Brothers
- Salamat
- Semer Ensemble
- Simentera
- Sister Fa
- Solomon & Socalled
- Stella Chiweshe
- The Klezmatics
- Watcha Clan
- Wazimbo